# Heptodon
Heptodon es un género extinto de mamífero herbívoro similar a un tapir perteneciente a la familia Helaletidae que vivió en Norteamérica durante la época del Eoceno. Vivió entre hace 55.4 — 48.6 millones de años.

## Taxonomía
Heptodon fue nombrado por Cope (1882). Fue considerado parafilético por Colbert (2005). Fue asignado a la subfamilia Helaletinae por Radinsky (1966); a Ceratomorpha por Cope (1882) y Colbert y Schoch (1998); y a la familia Heptodontidae por Holbrook (1999); y a Tapiroidea por Colbert (2005). M. W. Colbert. 2005.

## Morfología
Heptodon medía cerca de 1 metro de longitud, y en general se parecía a los tapires modernos. La forma del cráneo sugiere que probablemente carecía de la característica trompa de estos animales; en vez de ello posiblemente tenía un labio superior carnoso y levemente alargado, al igual que su pariente Helatetes.
Un único espécimen fue examinado por M. Mendoza, C. M. Janis y P. Palmqvist para determinar su masa corporal. Se estimó que alcanzaba un peso de hasta 15.5 kilogramos}.